# Зграда „Социјалног” у Панчеву
Зграда „Социјалног” у Панчеву, подигнута је почетком 20. века и представља непокретно културно добро као споменик културе.

## Положај и историјат
Зграда се налази на углу улица Војводе Радомира Путника и Мите Топаловића и некада се у њој налазила позната књижара и штампарија. Зграду је подигао Карло Витигшлагер млађи, штампар и књижар који је након смрти оца Карла Витигшлагера старијег са успехом наставио његов рад. Та штампарија и књижара радила је све до 1937. године. Делатност штампарије породице Витигшлагер била је велика, нарочиото у штампању немачких и других новина. Такође, била је пионир у штампању разгледница. Након банкротства 1937. године у тој згради је радила панчевачка Комерцијална банка и штедионица, да би затим у њој био смештен Срески завод за социјално осигурање у Панчеву, а данас Републички фонд за здравствено осигурање, Филијала за Јужнобанатски округ.

## Архитектура зграде
Грађевина је објекат разуђених архитектонских облика, са изломљеним облицима крова и бројним отворима. На фасадама се уочавају геометријски детаљи у плиткој пластици, елементи мађарске сецесије. Посебно је наглашен угао палате са шестоугаоном куполом, полукружним балконом и улазом. На спрату главне фасаде налази се троделни балкон. 